# Goyder (krater)
Goyder – krater uderzeniowy w Terytorium Północnym w Australii. Skały krateru są widoczne na powierzchni ziemi.
Krater ma średnicę 3 km, powstał nie dawniej niż 1,4 miliarda lat temu (mezoproterozoik). Utworzyło go uderzenie małego ciała niebieskiego w podłoże zbudowane ze skał osadowych (piaskowców). W kraterze znajduje się szereg radialnych uskoków, przez jego obszar przepływa okresowy ciek wodny. O jego impaktowym pochodzeniu świadczą znalezione stożki zderzeniowe.